# 古打毛律
古打毛律是马来西亚沙巴西海岸省的一个城镇。它位于沙巴首府亚庇和沙巴东北角的古达之间，当地居民主要是峇瑶人。

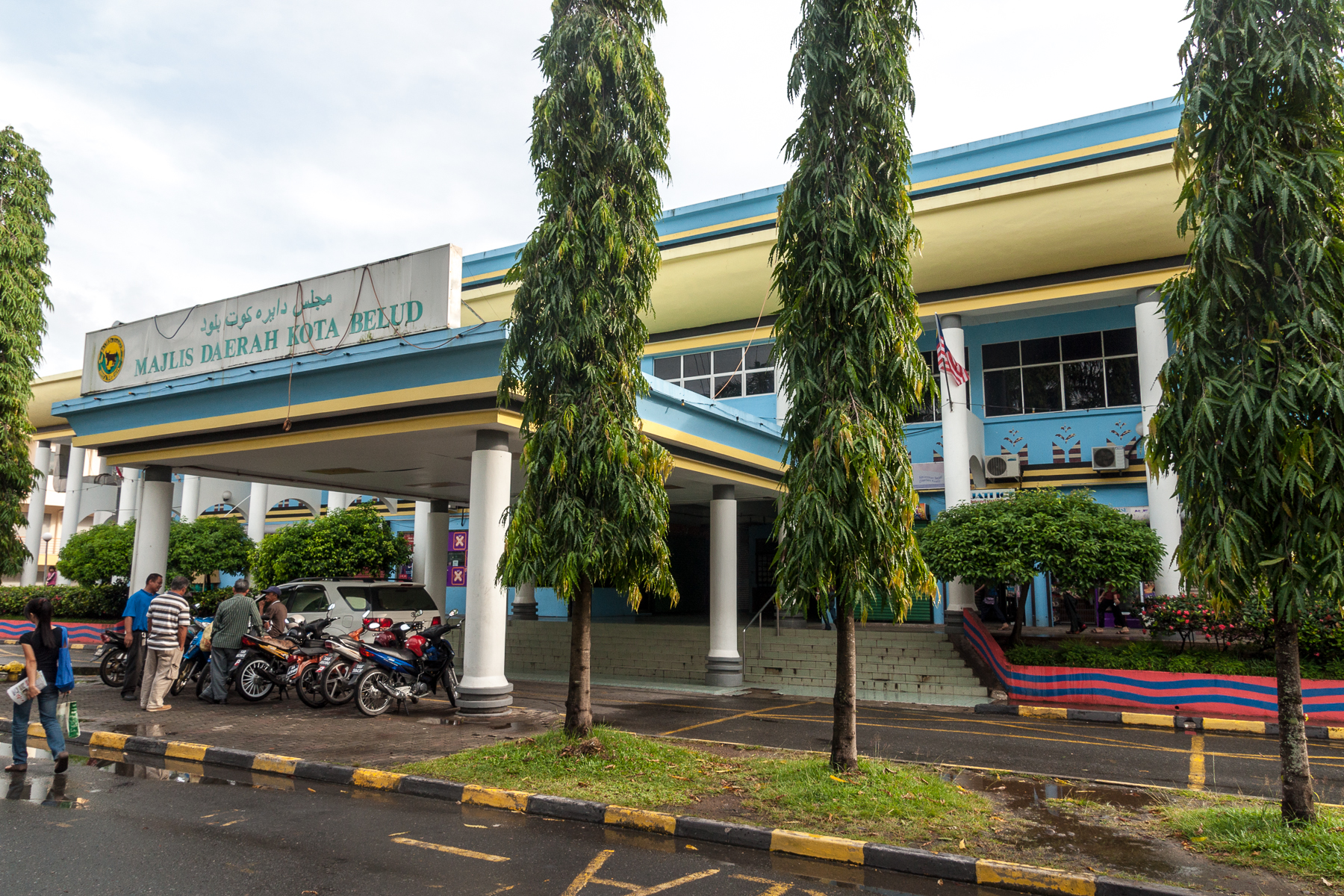
县议会

## 人口
古打毛律在2010年的人口为91,272人，其中大部分为杜顺人、峇瑶人和一小部分客家人。

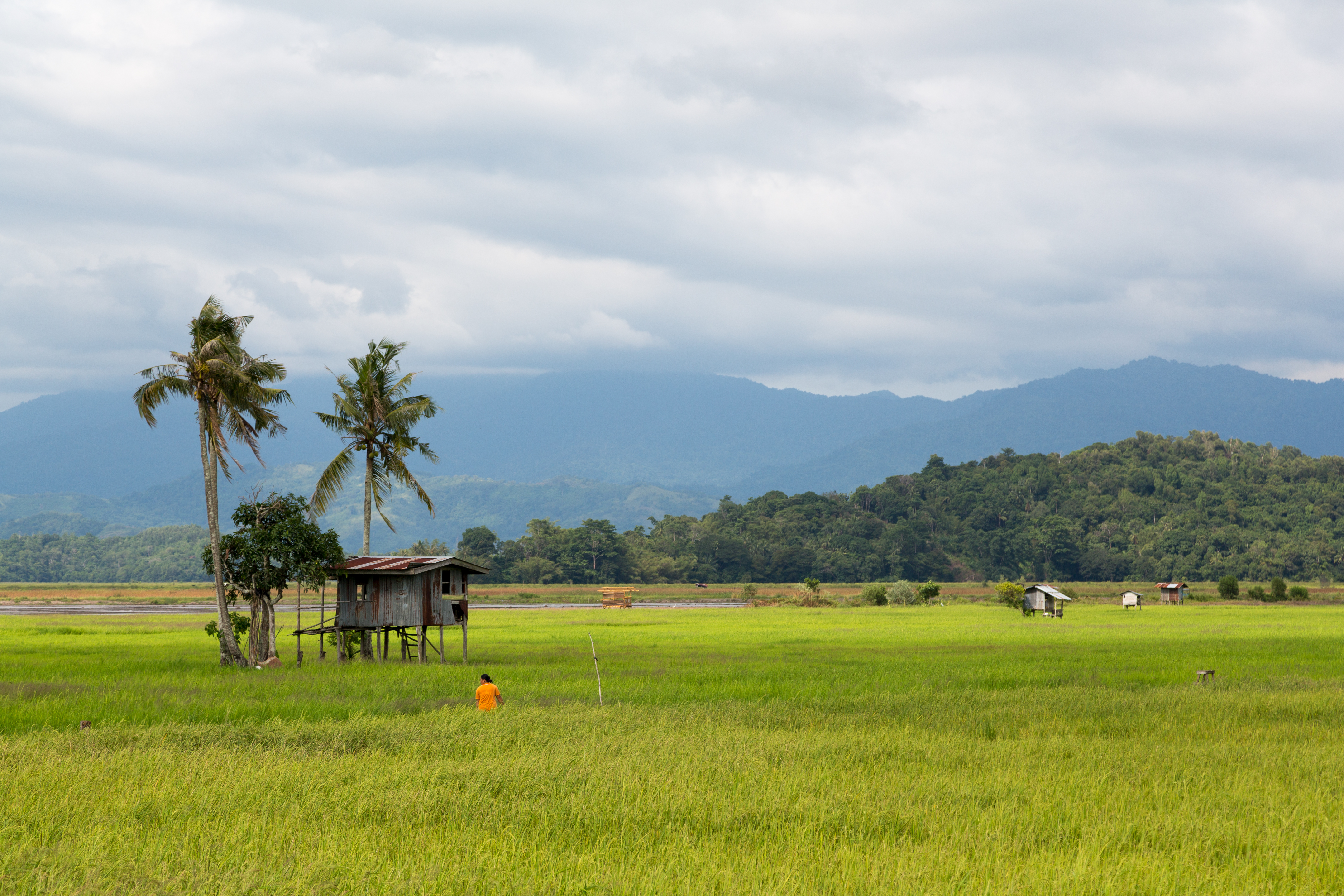
古打毛律的稻田

## 景点
古打毛律岸外有几座小岛，名为美人鱼群岛，船程约60分钟，可分为大美人鱼岛、小美人鱼岛和一座小岛。当地设有潛水中心、餐廳、旅舍，可进行多种水上运动如潜水、水上独木舟等。

## 教育
当地共有65间学校，其中古打毛律中华华文小学为当地唯一一所华文小学，其余则是国民小学和中学。

## 政治
古打毛律属于古打毛律国会议席，该议席在马来西亚下议院的代表为来自沙巴民兴党的伊丝莱莎马基利。